# Shinichiro Takahashi
Shinichiro Takahashi (高橋 真一郎, Takahashi Shinichiro, Hiroshima, 27 oktober 1957) is een Japans voormalig voetballer die als aanvaller speelde.

## Carrière
Shinichiro Takahashi speelde tussen 1980 en 1993 voor Sanfrecce Hiroshima.